# Paolo Ruffini
Paolo Ruffini (Valentano, 22 de setembro de 1765 — Modena, 10 de maio de 1822) foi um médico e matemático italiano.

## Biografia
Paolo Ruffini, médico e matemático, nasceu em Valentano, Estados Pontíficos (agora Itália) em 22 de setembro de 1765, e morreu no dia 10 de maio de 1822 em Modena.
Na Universidade de Modena, graduou-se em matemática e em medicina
Após substituir seu professor Paolo Cassiani durante um ano, foi designado professor de análise aos vinte e três anos. E em 1791, assumiu também a cadeira de matemática elementar. Contudo, não negligenciou o estudo e a prática de medicina. Quando da invasão francesa da Itália (1796), foi designado membro do Juniori no corpo legislativo de Milão. Nessa época, por ter se recusado a prestar o juramento republicano foi despedido do cargo de conferencista público, que exercia em Modena. Quando os austríacos retomaram o poder em 1799 foi readmitido ao seu posto, onde permaneceu nos governos seguintes.
Ruffini recusou a cadeira de matemática mais alta em Pavia, porque não desejava deixar a sua prática médica. Em 1806 aceitou a cadeira de matemática aplicada na recém criada escola militar. Em 1814 Francisco IV de Módena designou-o reitor e ao mesmo tempo professor de medicina prática e matemática aplicada. Em suas conferências com os pacientes da época, ele resgatou e aprofundou estudos clínicos que tinham sido abandonados durante vários anos. Durante a epidemia de tifo de 1817 sacrificou sua saúde atendendo seus concidadãos. Embora tenha se recuperado da doença, havia perdido o vigor e acabou por falecer. Foi enterrado na Igreja de Santa Maria di Pomposa, entre os túmulos de Carlo Sigonio e Ludovico Antonio Muratori.

## Realizações
Como matemático, o nome dele está associado com a prova da impossibilidade de resolver algebricamente a equação de grau 5 sobre a qual escreveu vários tratados. Demonstrou também a impossibilidade da quadratura do círculo Quinze anos antes deste, publicou o método de aproximação para as raízes de equações numéricas conhecido como método de Horner e recebeu em 1804 a medalha de ouro oferecida pela "Italian Society of Forty" por sua dissertação. Retornou a esse tema em 1807 e posteriormente em 1813. Seu gosto pela matemática não reduziu seu zelo religioso, que está expresso em duas obras, uma delas reconhecida pelo Papa Pio VII, que o condecorou com uma medalha.

## Obras

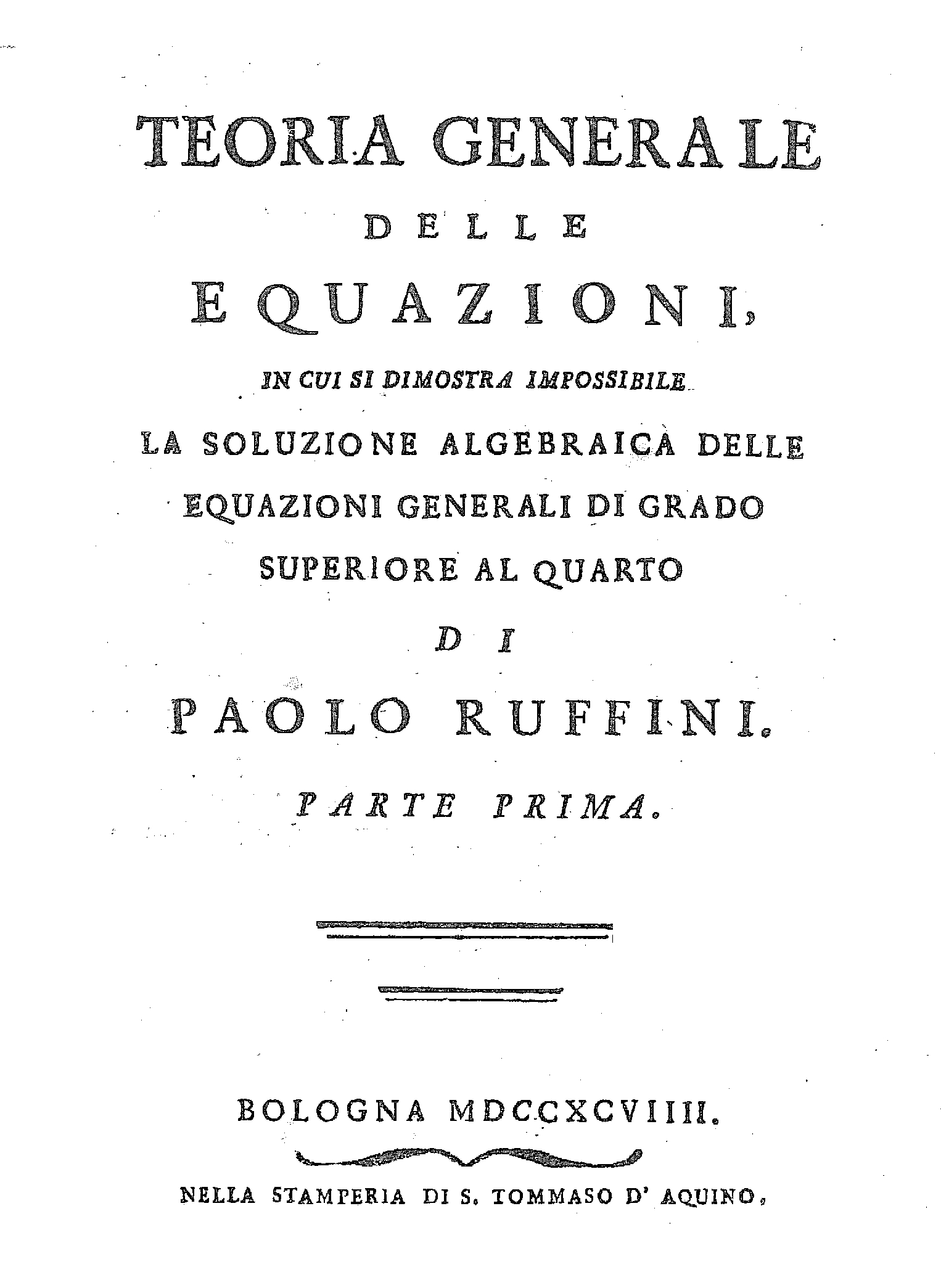
Teoria generale delle equazioni, 1799

- 1799: "Teoria Generale delle Equazioni, in cui si dimostra impossibile la soluzione algebraica delle equazioni generali di grado superiore al quarto"
- 1802: "Riflessioni intorno alla rettificazione ed alla quadratura del circulo"
- 1802: "Della soluzione delle equazioni algebraiche determinata partocolari di grado sup. al 4º"
- 1804: "Sopra la determinazione delle radici nelle equazioni numeriche di qualunque grado"
- 1806: "Della immortalità dell’anima"
- 1807: "Algebra elementare"
- 1820: "Memoria sul tifo contagioso"
- 1821: "Riflessioni critiche sopra il saggio filosofico intorno alle probabilità del signor conte Laplace"